# Ataque de pulso electromagnético
El ataque de pulso electromagnético es un método de ataque militar realizado con armas generadoras de importantes cantidades de energía electromagnética ambiental que destruyen total o parcialmente el equipamiento electrónico y aún eléctrico (según la menor o mayor potencia del arma) dentro de su radio de acción.

## PEM
El pulso electromagnético o EMP en sus siglas en inglés (también denominado radioflash en dicho idioma) es un efecto secundario descubierto con las pruebas atómicas. Se vio que tras una explosión nuclear se dañaban e inutilizaban todos los aparatos electrónicos en un cierto radio de acción. La mayor radiación gamma, sobre todo, es altamente penetrante e interactúa con la materia irradiando e ionizándolo todo, incluido el propio aire circundante. La radiación gamma se consume rápidamente y crea un campo electromagnético zonal de kilómetros de diámetro.
Las posibilidades de este fenómeno son inmensas. Los ingenieros militares se dieron prisa en desarrollar artefactos que maximizaran dicho efecto. Una bomba EMP detonada cerca de fuerzas enemigas dejaría todas sus defensas y contramedidas en tierra, inmovilizadas y más teniendo en cuenta que hoy en día la ventaja que confiere la electrónica a los ejércitos modernos es vital. Esta ventaja con el EMP se torna en su contra o simplemente se anula. Pero esta no es la única estrategia posible. Existe lo que se llama ataque de pulso electromagnético de gran altitud o HEMP, capaz de paralizar un continente entero con un solo disparo (ver más abajo).

Lógicamente, muchos sistemas de armas e instalaciones militares modernos incorporan protecciones contra el EMP. No obstante, tales protecciones son complejas, se deterioran rápidamente con el tiempo y no se ha establecido su eficiencia ante el fallo generalizado de todas las infraestructuras civiles y militares circundantes. Se han descrito numerosos escenarios en que estos sistemas o instalaciones protegidos se transforman en los llamados islotes tecnológicos, que pierden su eficiencia o van dejando de operar conforme agotan sus medios para el funcionamiento autónomo (combustible, baterías, repuestos, sistemas anexos, tripulaciones de refresco, etc). Para ver una explicación más detallada del mecanismo por el que se produce el EMP ver: Efectos de las armas nucleares

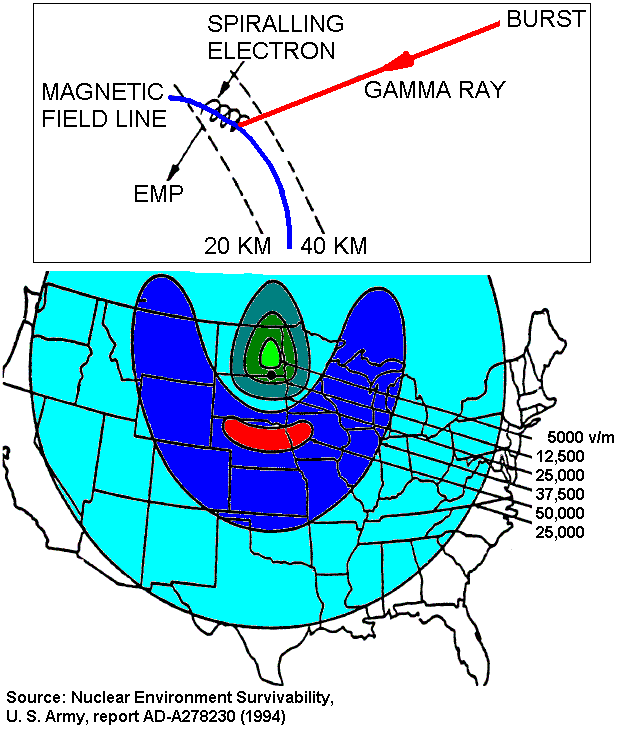
Mecanismo de una explosión EMP a 400 km de altitud: rayos gamma alcanzan la atmósfera entre los 20–40 km de altitud, eyectando electrones que serán luego reflejados hacia ambos lados del campo magnético de la Tierra. Eso hace que los electrones del EMP irradien sobre una área masiva. Debido a la curvatura e inclinación hacia abajo del campo magnético de la Tierra sobre EE. UU., el EMP máximo se produce al sur de la detonación y el mínimo ocurre al norte.

## Ataque de pulso electromagnético de gran altitud

Ejemplo del alcance de una bomba EMP.

El ataque de pulso electromagnético de gran altitud, ataque EMP o bomba del Arco Iris es un tipo de ataque de pulso electromagnético masivo ejecutado mediante la detonación de un arma nuclear a gran altitud, lejos de la atmósfera terrestre. Sería capaz de cubrir un continente entero, causando un completo caos civil y militar en el área alcanzada por privación de los servicios esenciales (electricidad, agua potable, distribución alimentaria, comunicaciones, etc.) durante un período indefinido. Se considera que un ataque de estas características constituiría el compás de apertura de la guerra nuclear y aunque no fuera así, una sola "bomba del Arco Iris" desarticularía completamente las infraestructuras vitales de cualquier nación moderna, provocando el despoblamiento de las grandes ciudades y un número enorme de víctimas por hambre, epidemias, aniquilación económica y desestructuración social. Es dudoso que algún país lograra sobrevivir a semejante situación como entidad social organizada.
En la actualidad, aún no se conoce ninguna defensa eficaz contra este tipo de ataque, para cuya ejecución sólo se requiere una bomba termonuclear de potencia intermedia (en el rango del megatón) y un cohete capaz de elevarla a unos 300-500 km sobre el área objetivo mediante un tiro balístico de alto ángulo parcialmente orbital o suborbital. Es posible proteger instalaciones o vehículos individuales contra el mismo mediante el uso de técnicas específicas, como la Jaula de Faraday, pero no una nación completa. 
Los seres vivos y los objetos no eléctricos son inmunes al ataque EMP de manera directa, pero indirectamente les resulta fatal. El daño causado es resultante de la sinergia negativa acumulada por el fallo simultáneo de millones de equipos sin posibilidad de repararlos o sustituirlos en un plazo de tiempo breve, puesto que los repuestos, vehículos, instrumentos, etc., necesarios para la reparación se hallarían igualmente averiados. Los sistemas digitales modernos son especialmente sensibles a este tipo de ataque. Según un estudio de la IEEE, la mayoría de componentes electrónicos actuales fallan en presencia de pulsos electromagnéticos de 1 kV/m, y resultan destruidos en torno a los 4 kV/metro. Un ataque de pulso electromagnético de gran altitud induce en torno a 50 kV/m, un valor doce veces superior.
Las protecciones pararrayos no son eficaces tampoco contra este tipo de ataque, pues la forma de onda del pulso inducido por un rayo y el causado por una bomba EMP son muy diferentes. El pulso inducido por el rayo tiene mucha mayor longitud de onda, por lo que el pulso EMP las atraviesa antes de que éstas reaccionen.
Este efecto se observó por primera vez, de manera accidental, durante las pruebas estadounidenses Starfish Prime de 1962. Desde entonces, todas las potencias nucleares de primer orden han incorporado a su arsenal armas capaces de producirlo. Rusia, en particular, dispone de al menos un regimiento misilístico completo para la ejecución de esta clase de ataques, además de un cierto número adicional de armas de este tipo desplegadas en sus submarinos de tipo SLBM.
Es por su capacidad para generar pequeñas auroras, debida a la enorme ionización inducida en las capas altas de la atmósfera, que este tipo de arma recibe el "poético" nombre de bomba del Arco Iris. Aun así, se desconoce si por el momento hay países con estas armas.